# نیومی برودی
 نیومی برودی (انگلیسی: Naomi Broady؛ زادهٔ ۲۸ فوریهٔ ۱۹۹۰) یک تنیس‌باز اهل بریتانیا است.